# Болечица
Болечица је кратка река у централној Србији, 12 km дуга десна притока Дунава. Целом дужином тече кроз приградски део Београда, а пролази кроз три београдске општине.

## Водоток
Извор Болечице се налази у Врчину, и у народу је познат под именом Вир. Првобитно, река тече ка северу, по источним падинама Авале, прелазећи између општина Гроцка и Вождовац, кроз села Врчин и Зуце, где се спаја са потоком Врановцем. Потом улази у долину Бубањ Поток где чини источну границу шуме Степин луг, окреће се на североисток и пролази кроз најјужнији део општине Звездара, где јој се са леве стране уливају још два потока — Бубањ поток и Завојничка река. Болечица затим наставља кроз јужни део Лештана где јој се са леве стране улива Калуђерички поток и чини границу 4 београдска предграђа: Лештане, Болеч, Ритопек и Винча (где јој се са леве стране улива Макачки поток). У Винчи се Болечица улива у Дунав, на надморској висини од 68 m, источно од археолошког налазишта винчанске културе Бело Брдо.

## Карактеристике
Већина корита реке Болечице је бетонирана и усмерена ка западу, тако да је сада више удаљена од Болеча (који је добио име по овој реци). То је омогућило да током јаких киша не долази до тако великих изливања. Међутим, коначна три километра реке у Винчи нису бетонирана, тако да са порастом нивоа воде Дунава, вода из Болечице не може да се улије у Дунав и то често изазива велика изливања, понекад чак и по путевима.
Због тога што сама река има много већи утицај на Лештане него на Болеч, постоји тенденција да се река назове Лештанска река. Међутим, овај назив није прихваћен ни званично ни у народу.
Име реке дословно значи „вода која лечи (болест)” (од српског: бол (Болечица) + лечити (Болечица) + ца (од српског: речица (Болечица).
Упркос томе, река је данас врло загађена, и углавном служи као канализациони канал.

## Флора и фауна реке
Раније је ово била чиста река, у којој су живеле мање рибе, као и многе друге животиње и биљке. Данас је стање значајно промењено, река је врло загађена и многи живи организми су нестали. Упркос томе, у првих неколико километара тока, река није загађена тако да се уочава велика разноликост у броју врста инсеката и биљака. У првих неколико километара тока река се на појединим местима излива и прави мочваре које су обрасле рогозом (Typha sp.) и трском (Phragmites communis). Такве мочваре насељавају многи водоземци и гмизавци, као и многобројне врсте птица и поједини сисари. Инскети су заступљени у великом броју врста из јако пуно редова. Биљни свет је такође изузетно разнолик у првим километрима тока.